# Tallink
Tallink är ett estniskt rederi, grundat 1989, som driver färjetrafik mellan Sverige, Estland, Lettland, Finland och Åland. Trafiken körs under varumärket Tallink Silja Line.

## Rutter
- Helsingfors–Tallinn
- Stockholm–Mariehamn–Tallinn
- Paldiski–Kapellskär (lastrutt)

## Historia
Rederiet Tallink grundades 1989 som ett samriskföretag mellan Finland och Sovjetunionen för att driva färjetrafik mellan Helsingfors och Tallinn, en rutt på 80 km. Till en början hyrde rederiet fartyg, köp gjordes först flera år senare. 1990 hyrdes det första fartyget, ett äldre, ursprungligen Silja Line-ägt fartyg, som döptes till M/S Tallink. År 1990 skeppade Tallink över 166 000 passagerare.
1993 hyrdes ytterligare ett fartyg som tillsammans med M/S Tallink detta år transporterade mer än en miljon passagerare. Trots ökningen av antalet passagerare gjorde rederiet förluster på miljontals kronor. Samma år, 1993, köpte det statliga estniska rederiet ESCO samtliga aktier i Tallink.
Tallinks namn fördes först vidare av det nygrundade EMINRE 1994 och 1996 av AS Hansatee som ägdes av ESCO, AS Eesti Ühispank och en privat finansiär som dock sålde sin del samma år. AS Hansatee tillsatte en ny styrelse och till styrelseordförande, tillika VD, utsågs finansanalytikern vid estniska finansdepartementet, Enn Pant. Syftet var att få bukt med det underskott som färjetrafiken led av. 1996 uppgick förlusterna till 9 miljoner USD.

### Styrelsen köper företaget
Styrelsen gjorde 1997 en så kallad management buy-out (MBO), vilket innebar att AS Hansatee köpte företaget från ESCO och AS Eesti Ühispank. Styrelsen fick då sin nuvarande struktur. I samband med denna omstrukturering skapades av styrelsen företaget Infortar som äger majoriteten av aktierna. Dessutom blev flera finansiärer relaterade till AS Eesti Ühispank aktieägare. Totalt inbringade denna aktieförsäljning ca 13 miljoner EUR. Samma år inträffade också ett trendbrott då rederiet köpte tre fartyg från att tidigare endast hyrt sina fartyg. Namnet AS Hansatee ändrades nu till Aktsiaselts Hansatee Grupp och senare till Aktsiaselts Tallink Grupp, vilket är det nuvarande namnet. På endast ett år mellan 1996 och 1997 lyckades styrelsen vända en förlust till vinst.
1998 transporterade Tallink två miljoner passagerare och samma år introducerades linjen Kapellskär–Paldiski (Estland).

### 2000-talet: omfattande expansion
I slutet av år 2000 köptes Estline av ESCO och övertog fartygen och trafik vid nyårsskiftet 2001. Därmed började man trafikera mellan Stockholm–Tallinn.
2002 levererades rederiets första nybygge, den 193 meter långa M/S Romantika som sattes in på sträckan Helsingfors-Tallinn. Huvudanledningen till att sätta in ett så pass stort fartyg på en så kort sträcka (restid ca 3.5 timmar) var att fånga den kraftigt ökande mängden gods och passagerare mellan Finland och det växande Estland.
2003 gjordes en nyemission av aktier i Tallink samt en försäljning av delar av majoritersägaren Infortars aktieinnehav. Totalt inbringades 37 miljoner EUR. Detta lade grunden till ytterligare expansion och flera beställda nybyggen. 2004 sattes det andra nybygget, M/S Victoria (systerfartyg till M/S Romantika), in på sträckan Stockholm–Tallinn. 2006 sattes även M/S Romantika in på denna rutt och sträckan Helsingfors–Tallinn fick istället ett annat nybyggt fartyg, den 212 meter långa M/S Galaxy. 2007 förstärktes denna rutt ytterligare med ett nybygge, den 186 meter långa M/S Star. År 2007 tillkom fartyget M/S Superstar som sattes in på sträckan Helsingfors- Tallinn. I juli 2008 sattes M/S Galaxy in på sträckan Stockholm–Långnäs–Åbo. År 2008 sattes fartyget Baltic Princess in på sträckan Helsingfors–Tallinn.
I februari 2010 fick fartyget M/S Sea Wind Tallinks logga.

### Östersjöns största rederi
För att ytterligare förstärka sin position på Östersjön köpte man i mars 2006 upp Superfast Ferries Östersjötrafik för sammanlagt 300 miljoner euro, och i juni samma år för aktier och 470 miljoner euro delar av konkurrenten Silja Line från ägarna Sea Containers, som hade misslyckats med att skära ner kostnaderna. Köpet inkluderade fartygen M/S Silja Serenade, M/S Silja Symphony, M/S Silja Europa och M/S Silja Festival, samt Siljas dotterbolag SeaWind Line och dess båtar. Förvärvet av Silja Line gav Tallink ökade marknadsandelar på de mycket viktiga sträckorna Helsingfors–Stockholm och Åbo–Stockholm. Senare köpte Tallink de resterande
Genom denna expansion är Tallink idag Östersjöns största färjerederi, men har också skulder på över en miljard euro.
2007 gjordes förluster på sträckan Stockholm–Helsingfors och än större förluster har redovisats för den 2006 öppnade trafiken mellan Finland och Tyskland.

### Övrigt
Tallink fick under 2004 ganska mycket uppmärksamhet i svenska medier när deras nya, mycket påkostade fartyg M/S Victoria I invigdes av den estniska illustratören Ilon Wikland. Ilon har även gjort målningarna på väggarna i lekrummet på båten.
I november 2007 belades Tallinks fartyg M/S Fantaasia med nyttjandeförbud på grund av allvarliga säkerhetsbrister efter en inspektion av svenska Sjöfartsinspektionen. Bland annat fungerade inte fartygets högtalarsystem, en snabbgående räddningsbåt kunde inte sjösättas, ett antal vattentäta skott kunde inte stängas med mera. Vid tillfället låg fartyget vid Cityvarvet i Göteborg för att iordningställas inför att utchartrad sättas i trafik för Kystlink. Bristerna åtgärdades och fartyget kunde sättas i trafik i början av december 2007. Våren 2008 köpte Kystlink Fantaasia och döpte om henne till M/S Kongshavn.

## Fartyg

### Silja Line
Tallink äger Silja Line, och äger därmed deras fartyg. Mer info finns på sidan Silja Line.
| Fartyg              | Typ             | Byggt | I tjänst | Dödvikt   | Passagerare | Nuvarande rutt                        | Anmärkning | Flagga  | Bild |
| ------------------- | --------------- | ----- | -------- | --------- | ----------- | ------------------------------------- | ---------- | ------- | ---- |
| M/S Silja Serenade  | Kryssningsfärja | 1990  | 1990–    | 58 376 GT | 2 852       | Helsingfors – Mariehamn – Stockholm   |            | Finland |      |
| M/S Silja Symphony  | Kryssningsfärja | 1991  | 1991–    | 58 376 GT | 2 852       | Helsingfors – Mariehamn – Stockholm   |            | Sverige |      |
| M/S Baltic Princess | Kryssningsfärja | 2008  | 2013–    | 48 915 GT | 2 800       | Åbo – Långnäs / Mariehamn – Stockholm |            | Finland |      |

### Tallink Cruise-klassen
Kryssningsfartygen i flottan. 
| Fartyg           | Typ             | Byggt | I tjänst | Dödvikt   | Passagerare | Nuvarande rutt                  | Anmärkning                                               | Flagga   | Bild |
| ---------------- | --------------- | ----- | -------- | --------- | ----------- | ------------------------------- | -------------------------------------------------------- | -------- | ---- |
| M/S Baltic Queen | Kryssningsfärja | 2009  | 2009–    | 48 915 GT | 2 800       | Tallinn – Mariehamn – Stockholm |                                                          | Estland  |      |
| M/S Victoria I   | Kryssningsfärja | 2004  | 2004–    | 40 975 GT | 2 500       | Tallinn – Mariehamn – Stockholm |                                                          | Estland  |      |
| M/S Romantika    | Kryssningsfärja | 2002  | 2002–    | 40 803 GT | 2 500       | -                               | Trafiken avstängd tills vidare, förtöjd i Tallinns hamn. | Lettland |      |

### Tallink Shuttle-klassen
De snabba fartygen.
| Fartyg           | Typ        | Byggt | I tjänst         | Dödvikt   | Passagerare | Nuvarande rutt        | Anmärkning                                               | Flagga  | Bild |
| ---------------- | ---------- | ----- | ---------------- | --------- | ----------- | --------------------- | -------------------------------------------------------- | ------- | ---- |
| M/S MyStar       | Snabbfärja | 2022  | 2022–            | 50 629 GT | 2 800       | Tallinn – Helsingfors |                                                          | Estland |      |
| M/S Megastar     | Snabbfärja | 2017  | 2017–            | 49 134 GT | 2 800       | Tallinn – Helsingfors |                                                          | Estland |      |
| M/S Superfast IX | Snabbfärja | 2002  | 2006–2008, 2024– | 30 285 GT | 962         | -                     | Trafiken avstängd tills vidare, förtöjd i Tallinns hamn. | Estland |      |

### Tallink  Cargo-klassen
Fartyg för last.
| Fartyg         | Typ        | Byggt | I tjänst | Dödvikt   | Passagerare | Nuvarande rutt        | Anmärkning | Flagga  | Bild |
| -------------- | ---------- | ----- | -------- | --------- | ----------- | --------------------- | ---------- | ------- | ---- |
| M/S Sailor     | Lastfartyg | 1987  | 2020–    | 20 783 GT | 119         | Paldiski – Kapellskär |            | Estland |      |
| M/S Regal Star | Lastfartyg | 2000  | 2003–    | 15 281 GT | 100         | Paldiski – Kapellskär |            | Estland |      |

### Utchartrade fartyg
| Fartyg                         | Typ             | Byggt | Dödvikt   | Passagerare | Anmärkning                                                            | Flagga   | Bild |
| ------------------------------ | --------------- | ----- | --------- | ----------- | --------------------------------------------------------------------- | -------- | ---- |
| M/S Silja Europa               | Kryssningsfärja | 1993  | 59 914 GT | 3 013       | (Utchartad till Nederländerna)                                        | Estland  |      |
| M/S Galaxy 1                   | Kryssningsfärja | 2006  | 48 915 GT | 2 800       | (Utchartad till Nederländerna)                                        | Lettland |      |
| M/S Oscar Wilde (ex. M/S Star) | Snabbfärja      | 2007  | 36 249 GT | 2 080       | Uthyrd till Irish Continental Group under minst två år från maj 2023. | Cypern   |      |

### Tidigare fartyg
- M/S Tallink (1992–1996, chartrad)
- M/S Transestonia (1992–2000, chartrad från 1993)
- M/S Saint Patrick II (1992–1995, chartrad)
- M/S Georg Ots (1993–2000), uppkallad efter sovjet-estniske sångaren Georg Ots (1920–1975)
- M/S Corbieré (1994, chartrad)
- M/S Ulstein Surfer (1994, chartrad)
- M/S Balanga Queen (1994, chartrad)
- M/S Ambassador II (1994, chartrad)
- M/S Meloodia (1996–2007)
- M/S Marine Evangeline (1997–1998, chartrad)
- M/S Tallink Express I (1997–2001)
- M/S Normandy (1997, chartrad)
- M/S Fantaasia (1997–2008)
- HSC Tallink AutoExpress. (1999–2006)
- M/S Apollo (1998, chartrad)
- M/S Baltic Kristina. (2001–2002, chartrad)
- HSC Tallink AutoExpress 2
- M/S Kapella
- M/S Stena Superfast VII
- M/S Stena Superfast VIII
- M/S Vana Tallinn
- M/S Regina Baltica
- M/S Galaxy
- M/S Baltic Princess
- M/S Silja Festival
- M/S Superstar
- M/S Sea Wind
- M/S Isabelle